# جون هولاندر
جون هولاندر (بالإنجليزية: John Hollander)‏ هو أستاذ جامعي وصحفي ومؤلف وكاتب وشاعر أمريكي، ولد في 28 أكتوبر 1929 في مانهاتن في الولايات المتحدة، وتوفي في 13 أغسطس 2013 في برانفورد ‏ في الولايات المتحدة.

## وصلات خارجية
- جون هولاندر على موقع ميوزك برينز (الإنجليزية)
- جون هولاندر على موقع إن إن دي بي (الإنجليزية)
- جون هولاندر على موقع ديسكوغز (الإنجليزية)